# Campeonato Europeu de Voleibol Masculino de 1989
O Campeonato Europeu de Voleibol Masculino de 1989 foi a décima sexta edição desta competição continental organizada pela Confederação Europeia de Voleibol. Foi realizada entre os dias 23 de setembro e 1 de outubro nas cidades suecas de Estocolmo e Orebro.
Na primeira fase, as doze seleções participantes foram divididas em dois grupos de seis, classificando as duas melhores de cada grupo: Itália e Suécia (grupo A) e União Soviética e Países Baixos (grupo B). Nas partidas eliminatórias, a Itália conquistou o título vencendo os anfitriões; o bronze ficou com a seleção neerlandesa.

## Primeira fase

### Grupo A
|     |                    |     | Jogos | Jogos | Jogos | Resultados | Resultados | Resultados | Resultados | Resultados | Resultados | Sets | Sets | Sets  | Pontos | Pontos | Pontos |
| Pos | Equipe             | Pts | T     | V     | D     | 3–0        | 3–1        | 3–2        | 2–3        | 1–3        | 0–3        | V    | P    | R     | V      | P      | R      |
| --- | ------------------ | --- | ----- | ----- | ----- | ---------- | ---------- | ---------- | ---------- | ---------- | ---------- | ---- | ---- | ----- | ------ | ------ | ------ |
| 1   | Itália             | 9   | 5     | 4     | 1     | 1          | 3          | 0          | 1          | 0          | 0          | 14   | 6    | 2.333 | 277    | 186    | 1.489  |
| 2   | Suécia             | 9   | 5     | 4     | 1     | 1          | 1          | 2          | 0          | 0          | 1          | 12   | 8    | 1.500 | 255    | 230    | 1.108  |
| 3   | Bulgária           | 8   | 5     | 3     | 2     | 2          | 0          | 1          | 1          | 1          | 0          | 12   | 8    | 1.500 | 260    | 222    | 1.171  |
| 4   | França             | 8   | 5     | 3     | 2     | 1          | 1          | 1          | 0          | 1          | 1          | 10   | 9    | 1.111 | 240    | 215    | 1.116  |
| 5   | Alemanha Ocidental | 6   | 5     | 1     | 4     | 0          | 1          | 0          | 1          | 1          | 2          | 6    | 13   | 0.461 | 176    | 244    | 0.721  |
| 6   | Alemanha Oriental  | 5   | 5     | 0     | 5     | 0          | 0          | 0          | 1          | 3          | 1          | 5    | 15   | 0.333 | 170    | 281    | 0.605  |

### Grupo B
|     |                 |     | Jogos | Jogos | Jogos | Resultados | Resultados | Resultados | Resultados | Resultados | Resultados | Sets | Sets | Sets  | Pontos | Pontos | Pontos |
| Pos | Equipe          | Pts | T     | V     | D     | 3–0        | 3–1        | 3–2        | 2–3        | 1–3        | 0–3        | V    | P    | R     | V      | P      | R      |
| --- | --------------- | --- | ----- | ----- | ----- | ---------- | ---------- | ---------- | ---------- | ---------- | ---------- | ---- | ---- | ----- | ------ | ------ | ------ |
| 1   | União Soviética | 10  | 5     | 5     | 0     | 0          | 1          | 4          | 0          | 0          | 0          | 15   | 4    | 3.750 | 258    | 190    | 1.357  |
| 2   | Países Baixos   | 8   | 5     | 3     | 2     | 2          | 1          | 0          | 0          | 0          | 2          | 11   | 7    | 1.571 | 249    | 169    | 1,473  |
| 3   | Polônia         | 8   | 5     | 3     | 2     | 2          | 1          | 0          | 0          | 1          | 1          | 10   | 7    | 1.428 | 198    | 185    | 1.070  |
| 4   | Iugoslávia      | 8   | 5     | 3     | 2     | 0          | 1          | 2          | 0          | 2          | 0          | 11   | 11   | 1.000 | 263    | 289    | 0.910  |
| 5   | Romênia         | 6   | 5     | 1     | 4     | 0          | 1          | 0          | 1          | 0          | 3          | 5    | 13   | 0.384 | 164    | 242    | 0.677  |
| 6   | Grécia          | 5   | 5     | 0     | 5     | 0          | 0          | 0          | 1          | 3          | 1          | 5    | 15   | 0.333 | 217    | 274    | 0.792  |

## Fase final
|  | Semifinais      | Semifinais     |   |                 | Final          | Final |  |
|  |                 |                |   |                 |                |       |  |
|  | 30 de setembro  |                |   |                 |                |       |  |
|  | Suécia          | 3              |   |                 |                |       |  |
|  | União Soviética | 2              |   |                 |                |       |  |
|  |                 |                |   |                 |                |       |  |
|  |                 |                |   |                 | Lugar 5        |       |  |
|  |                 |                |   |                 | Suécia         | 1     |  |
|  |                 | Itália         | 3 |                 |                |       |  |
|  |                 |                |   |                 |                |       |  |
|  |                 |                |   |                 |                |       |  |
|  |                 |                |   |                 | Terceiro lugar |       |  |
|  | 30 de setembro  | 30 de setembro |   | Lugar 7         | Lugar 7        |       |  |
|  | Itália          | 3              |   | União Soviética | 0              |       |  |
|  | Países Baixos   | 0              |   |                 | Países Baixos  | 3     |  |

### Semifinais
| Data   | Hora |        | Placar |                 | Set 1 | Set 2 | Set 3 | Set 4 | Set 5 | Total | Relatório |
| ------ | ---- | ------ | ------ | --------------- | ----- | ----- | ----- | ----- | ----- | ----- | --------- |
| 30 set |      | Suécia | 3–2    | União Soviética | 12–15 | 15–10 | 15–10 | 9–15  | 17–15 | 68–65 | 68–65     |
| 30 set |      | Itália | 3–0    | Países Baixos   | 15–7  | 15–3  | 15–2  |       |       | 45–12 | 45–12     |

### Disputa pelo bronze
| Data   | Hora |               | Placar |                 | Set 1 | Set 2 | Set 3 | Set 4 | Set 5 | Total | Relatório |
| ------ | ---- | ------------- | ------ | --------------- | ----- | ----- | ----- | ----- | ----- | ----- | --------- |
| 27 jun |      | Países Baixos | 3–0    | União Soviética | 15–11 | 15–8  | 15–7  |       |       | 45–26 | 45–26     |

### Final
| Data   | Hora |        | Placar |        | Set 1 | Set 2 | Set 3 | Set 4 | Set 5 | Total | Relatório |
| ------ | ---- | ------ | ------ | ------ | ----- | ----- | ----- | ----- | ----- | ----- | --------- |
| 27 jun |      | Itália | 3–1    | Suécia | 14–16 | 15–7  | 15–13 | 15–7  |       | 59–43 | 59–43     |

### Posicionamento

#### Disputa do 5.º-8.º lugar
|  | Semifinais     | Semifinais     |   |              | Final          | Final |  |
|  |                |                |   |              |                |       |  |
|  | 30 de setembro |                |   |              |                |       |  |
|  | Iugoslávia     | 0              |   |              |                |       |  |
|  | Bulgária       | 3              |   |              |                |       |  |
|  |                |                |   |              |                |       |  |
|  |                |                |   |              | 1 de outubro   |       |  |
|  |                |                |   |              | Bulgária       | 1     |  |
|  |                | França         | 3 |              |                |       |  |
|  |                |                |   |              |                |       |  |
|  |                |                |   |              |                |       |  |
|  |                |                |   |              | Terceiro lugar |       |  |
|  | 30 de setembro | 30 de setembro |   | 1 de outubro | 1 de outubro   |       |  |
|  | França         | 3              |   | Iugoslávia   | 1              |       |  |
|  | Polônia        | 2              |   |              | Polônia        | 3     |  |

Resultados
| Data   | Hora |            | Placar |          | Set 1 | Set 2 | Set 3 | Set 4 | Set 5 | Total | Relatório |
| ------ | ---- | ---------- | ------ | -------- | ----- | ----- | ----- | ----- | ----- | ----- | --------- |
| 30 set |      | Iugoslávia | 0–3    | Bulgária | 7–15  | 7–15  | 11–15 |       |       | 25–45 | 25–45     |
| 30 set |      | França     | 3–2    | Polônia  | 13–15 | 12–15 | 15–9  | 17–15 | 15–12 | 72–66 | 72–66     |
| 1 out  |      | Iugoslávia | 1–3    | Polônia  | 5–15  | 16–14 | 6–15  | 3–15  |       | 30–59 | 30–59     |
| 1 out  |      | França     | 3–1    | Bulgária | 6–15  | 15–13 | 15–4  | 15–13 |       | 51–45 | 51–45     |

#### Disputa do 9.º-12.º lugar
|  | Semifinais         | Semifinais     |   |              | Final              | Final |  |
|  |                    |                |   |              |                    |       |  |
|  | 30 de setembro     |                |   |              |                    |       |  |
|  | Alemanha Oriental  | 3              |   |              |                    |       |  |
|  | Romênia            | 2              |   |              |                    |       |  |
|  |                    |                |   |              |                    |       |  |
|  |                    |                |   |              | 1 de outubro       |       |  |
|  |                    |                |   |              | Alemanha Oriental  | 3     |  |
|  |                    | Grécia         | 2 |              |                    |       |  |
|  |                    |                |   |              |                    |       |  |
|  |                    |                |   |              |                    |       |  |
|  |                    |                |   |              | Terceiro lugar     |       |  |
|  | 30 de setembro     | 30 de setembro |   | 1 de outubro | 1 de outubro       |       |  |
|  | Grécia             | 3              |   | Romênia      | 2                  |       |  |
|  | Alemanha Ocidental | 0              |   |              | Alemanha Ocidental | 3     |  |

Resultados
| Data   | Hora |                    | Placar |                    | Set 1 | Set 2 | Set 3 | Set 4 | Set 5 | Total | Relatório |
| ------ | ---- | ------------------ | ------ | ------------------ | ----- | ----- | ----- | ----- | ----- | ----- | --------- |
| 30 set |      | Alemanha Oriental  | 3–2    | Romênia            | 13–15 | 15–12 | 13–15 | 15–10 | 15–8  | 71–60 | 71–60     |
| 30 set |      | Grécia             | 3–0    | Alemanha Ocidental | 15–10 | 15–10 | 15–13 |       |       | 45–33 | 45–33     |
| 1 out  |      | Alemanha Ocidental | 3–2    | Romênia            | 12–15 | 2–15  | 15–12 | 15–7  | 15–13 | 59–62 | 59–62     |
| 1 out  |      | Alemanha Oriental  | 3–2    | Grécia             | 15–13 | 12–15 | 15–12 | 14–16 | 17–15 | 73–71 | 73–71     |

## Classificação final
| Posição           | Nação              |
| ----------------- | ------------------ |
| Medalha de ouro   | Itália             |
| Medalha de prata  | Suécia             |
| Medalha de bronze | Países Baixos      |
| 4                 | União Soviética    |
| 5                 | França             |
| 6                 | Bulgária           |
| 7                 | Polônia            |
| 8                 | Iugoslávia         |
| 9                 | Alemanha Oriental  |
| 10                | Grécia             |
| 11                | Alemanha Ocidental |
| 12                | Romênia            |